# 国防支持计划
国防支持计划（英語：Defense Support Program, DSP）是美国空军部署的侦查卫星，DSP是每个的卫星早期预警系统中的重要一环。

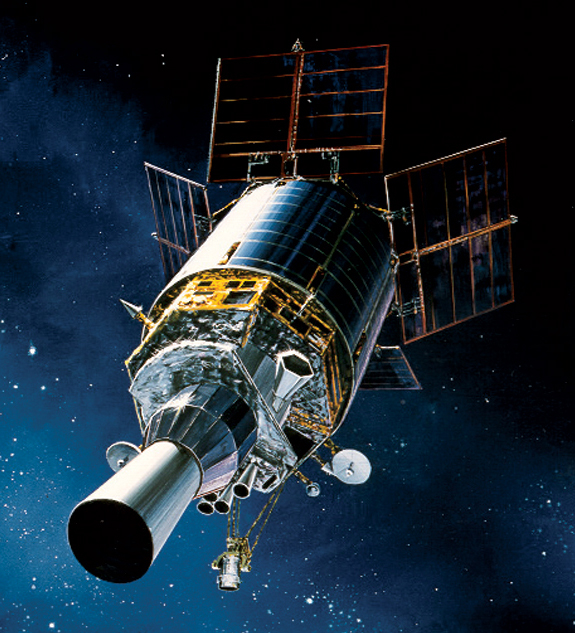
DSP卫星在轨想象画，左下角的辐射传感器指向地球

DSP卫星由美国空军太空司令部维护，通过卫星上携带的传感器侦测到的热辐射来对导弹或者火箭的发射以及核爆炸提供侦测情报。比如在沙漠风暴行动中，DSP卫星就多次侦测到了伊拉克飞毛腿导弹的发射从而对以色列以及沙特的平民以及军事力量提供了及时的早期预警。

卫星运行在地球同步轨道上，携带了使用施密特攝星儀的广角辐射传感器，卫星会对着地球南北极方向旋转这样每六分钟就会对地球表面进行一次扫描。

通常，DSP卫星由大力神4号运载火箭B型携带惯性上段发射,但至少有一颗DSP卫星使用航天飞机发射升空，现在知道的一次是阿特兰蒂斯号航天飞机在STS-44号(1991年11月24日)任务中完成。
最近的一颗DSP卫星（第23颗）在2007年搭乘德尔塔-4运载火箭发射升空，这时距离大力神4型火箭退役已经两年。